# Луяврит
Луяври́т — магматическая плутоническая средняя щелочная горная порода семейства фельдшпатоидных сиенитов.

## Этимология
Порода названа по топониму Луяврурт (Луявр-Урт), распространённому в Ловозерской тундре на Кольском полуострове. Разновидность тингуаит (дайковый порфировидный луяврит) названа по провинции Сьерра де Тингуа в Бразилии, где впервые была обнаружена.

## Петрохимический состав
Граничные содержания породообразующих оксидов:
- SiO2: 52—55 %;
- TiO2: 1—4 %;
- Al2O3: 10—17 %;
- Fe2O3: 5—10 %;
- FeO: 1,5—4 %;
- MgO: 1—4 %;
- CaO: 0,7—3 %;
- Na2O: 7—10 %;
- K2O: 4,5—5,5 %;

По содержанию SiO2 и Na2O+K2O луявриты близки к фойяитам, но отличаются от них более низким содержанием Al2O3 и высоким содержанием Fe2O3.
Тип (серия) щёлочности — калиево-натриевый (Na2O/K2O = 1—4 вес. %).
Характерные признаки химизма луявритов:
1. Наименьшая степень дессиликации по сравнению с другими породами семейства фельдшпатоидных сиенитов;
2. Максимальная пересыщенность щелочами (Ka = 1,38 мол. колич.);
3. Максимальная обогащённость Fe2O3 (Al2O3/Fe2O3 = 3,06);
4. Максимально высокое содержание Ti, Mg, Ca, входящих в состав эгирина, арфведсонита и других цветных минералов (особенно для эвдиалитовых разновидностей);
5. Обогащённость некоторых разновидностей Zr, Nb, TR.

## Разновидности
Разновидности луявритов выделяют:
По текстурным признакам:
- Трахитоидный луяврит — наиболее распространённая разновидность. Кристаллозёрна сложены равномерно, отчётлива план-параллельная ориентировка главных породообразующих минералов (лейстовидного микроклин-пертита и тонкоигольчатого эгирина)
- Порфировидный луяврит — разновидность выражена наличием порфировых вкрапленников нефелина, полевого шпата, реже мурманита и лампрофиллита, погружённых в более мелкозернистую массу, состоящую из нефелина, микроклин-петрита и нефелина.
  - Дайковый порфировидный луяврит (тингуаит) — обогащён эгирином с вкрапленниками лампрофиллита, мурманита или эвдиалита
- Полосчатый луяврит
- Гипидиоморфнозернистый луяврит
- Пойкилитовый луяврит

По составу ведущего темноцветного компонента:
- Эгириновый луяврит (Ne + Fsp + Ab + Aeg)
- Амфиболовый (арфведсонитовый) луяврит (Ne + Fsp + Ab + Arf + Aeg)

По присутствию специфических минералов:
- Эвдиалитовый луяврит — содержит до 15% эвдиалита
- Лампрофиллитовый луяврит — содержит до 8% лампрофиллита
- Мурманитовый луяврит — содержит до 3—4% мурманита. Встречается в составе комплекса с эвдиалитовым луявритом
- Ловозеритовый луяврит
- Лопаритовый луяврит

## Морфология тел
Наиболее распространённая форма тел луявритов — расслоённые межпластовые лополитообразные интрузивы в центральных частях массивов. Их мощность варьируется от 1,2 до 10 метров, а латеральное распространение достигает 600 км2 и прослеживается по всей площади первично расслоённого массива. Слои залегают практически горизонатально; около контактов, как правило, имеют более крутое падение (60—70°). Массивы луявритов характеризуются первичномагматической расслоённостью. Часто слоистость осложнена волнообразными изгибами и постинтрузивными тектоническими нарушениями. В таких расслоённых интрузиях луявриты выступают главным членом слоистых серий (пачек), неоднократно повторяясь в вертикальном сечении массива.
Различают простые и сложные слоистые серии луявритов. Простые серии представляют собой следующее трёхчленное чередование:
- лейкократовый луяврит;
- мезократовый луяврит;
- меланократовый луяврит.

Такое чередование обусловлено содержанием эгирина, которое обратно пропорционально содержанию микроклин-пертита при постоянном содержании нефелина.
Сложные серии луявритовых интрузий по составу бывают двух типов. Первый, трёхчленный тип представляют собой следующее чередование:
- луяврит — поздний меланократовый остаточный кристаллизат;
- фойяит;
- уртит — ранний нефелиновый кумулат.

Образование такой серии обусловлено длительной дифференциацией агпаитового фойяитового расплава. Подобная серия весьма характерна для расслоённого комплекса Ловозерского массива.
Второй, четырёхчленный тип сложных серий луявритовых интрузий представлен следующим чередованием:
- фойяит (белый какортокит);
- эвдиалитовый фойяит (красный какортокит);
- эвдиалитовый луяврит (зелёный какортокит);
- эвдиалит-амфиболовый луяврит (чёрный какортокит).

Возникновение такой серии обусловлено кристаллизационной дифференциацией крупной межпластовой интрузии, обогащённой щелочами (особенно Na) и Ti, Zr, Nb, Ta. Подобная серия весьма характерна для Илимауссакского массива (Гренландия), а также для Ловозерского комплекса эвдиалитовых луявритов.
Менее распространённой формой луявритовых тел являются дайки. Как правило, они сложены порфировидными эвдиалитовыми, ловозеритовыми, мурманитовыми разновидностями луявритов, обогащёнными эгирином или арфведсонитом.

## Формационная принадлежность
- Формации платформенно-геосинклинального этапа
  - Межконтинентальные интрузивные
    - Формации луявритов
      - Формация нефелиновых (агпаитовых) сиенитов (для расслоённых интрузивов)

    - Формации мариуполитов
      - Сиенит-нефелинсиенитовая с фойяитами и луявритами

    - Формации науяитов
      - Формация нефелиновых (агпаитовых) сиенитов (фойяитов, луявритов), с которыми ассоциируют науяиты

Формация нефелиновых (агпаитовых) сиенитов является надёжным индикатором глубинного (вероятно, мантийного) высокощелочного фонолитового (фойяитового) магматизма в условиях устойчивого платформенного режима.

## Металлогеническая специализация
Будучи дифференциатами высокощелочных (агпаитовых) расплавов, для луявритов характерно накопление Ti, Nb, Ta, Zr, Hf, что определяет их редкометалльную специализацию. В связи с этим, для лувритов характерны лопаритовые, мурманитовые, эвдиалитовые, стенструпиновые рудопроявления. Известны приуроченные к луявритам месторождения эвдиалита и стенструпина (Илимауссакский массив, Гренландия).

## Распространённость
Луявриты являются редкими породами. Как правило, их массивы приурочены к щитам древних платформ, являющихся наиболее жёсткими платформеннымм структурами земной коры. Образование таких массивов происходило в эпохи возникновения сквозных глубинных разломов (Балтийский щит) или континентальных рифтовых зон (Северо-Американская и Африканская платформы).
Крупнейшими провинциями с массивами луявритов являются Кольская (Ловозерский массив), Гардарская (Илимауссакский массив), Трансваальская (Пилансбергский массив) провинции. Все эти массивы являются сложными многофазными тектоно-магматическими комплексами центрального типа, одним из признаков которых является наличие первичнорасслоённых межпластовых интрузий.
Дайковые порфировидные луявриты (тингуаиты) известны на Хибинском, Ловозерском (Россия), Илимауссакском (Гренландия), Пилансбергском (ЮАР), Сьерра-де-Тингуа (Бразилия) массивах.